# Bilhar inglês

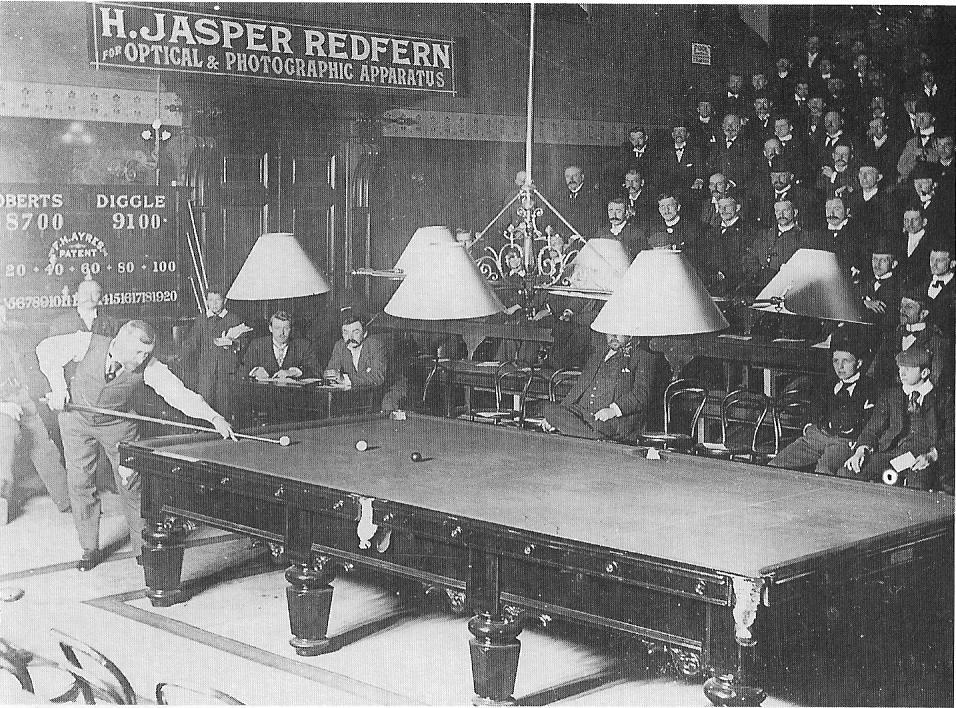
Jogo no século XIX entre John Roberts, Jr e Edward Diggle

O bilhar inglês em muitas das antigas colónias britânicas e na Grã-Bretanha, de onde é originário, é um jogo de taco e mesa (bilhar). Trata-se de uma forma híbrida de bilhar e bilhar americano jogado numa mesa de bilhar de dimensões 2 por 3,9 metros (ou 360 por 180 centímetros).
O jogo envolve dois jogadores ou equipas. Duas bolas de bilhar (originalmente ambas brancas, mas mais recentemente uma branca e uma amarela) e uma bola-alvo vermelha são usadas. Cada jogador ou equipa usa uma bola para tacar diferente; quando ambas são brancas, uma delas deve ter uma marca distintiva, normalmente um ponto preto.
Os pontos podem ser marcados por carambola, embolsamento ou faltas.